# Dimítrios Mastrovasilis
Dimítrios Mastrovasilis (en grec: Δημήτριος Μαστροβασίλης); nascut el 12 de juny de 1983), és un jugador d'escacs grec, que té el títol de Gran Mestre des de 2003.
A la llista d'Elo de la FIDE del gener de 2022, hi tenia un Elo de 2618 punts, cosa que en feia el jugador número 2 (en actiu) de Grècia, i el 172è millor jugador al rànquing mundial. El seu màxim Elo va ser de 2631 punts, a la llista de gener de 2012 (posició 145 al rànquing mundial).

## Resultats destacats en competició
El 2004 empatà al 1r-2n lloc amb Kiril Gueorguiev a Topola. El 2007 empatà als llocs 2n-7è amb Kiril Gueorguiev, Vadim Malakhatko, Mircea Pârligras, Khristos Banikas i Dmitri Svetuşkin al Torneig Internacional Acropolis.
Mastrovasilis ha participat, representant Grècia, en cinc Olimpíades d'escacs entre els anys 2000 i 2014, amb un resultat de (+29 =19 –12), per un 75,0% de la puntuació. El seu millor resultat el va fer a l'Olimpíada del 2010 en puntuar 7½ de 10 (+6 =3 -1), amb el 75,0% de la puntuació i una performance de 2668.